# Войцехове (роз'їзд)
Войцехове — закритий залізничний роз'їзд Дніпровської дирекції Придніпровської залізниці на електрифікованій лінії 175 км — Зустрічний. Розташовувався у західній частині міста Дніпро, у Новокодацькому районі.

## Історія
Назва походить від розташованої південніше Войцеховської балки. 
У 1934 році була відкрита, як лінійна станція, разом із обхідною залізничною лінією, що сполучає станції Зустрічний та Сухачівка, створивши таким чином можливість для розвитку під'їзних шляхів для численних промислових підприємств міста.
Пізніше виконувала роль роз'їзду та зупинного пункту для приміських електропоїздів. Поблизу розташоване лісництво, мотодром, дніпровська електропідстанція 330 кВ (ПС ДП-330) та сміттєспалювальний завод.
Роз'їзд закритий у 2002 році. Наразі залишена лише одна транзитна колія, інші колії колишньої роз'їзду (станції) — розібрані.
Рух приміських поїздів через колишній роз'їзд не здійснюється.